# Passauer Neue Presse

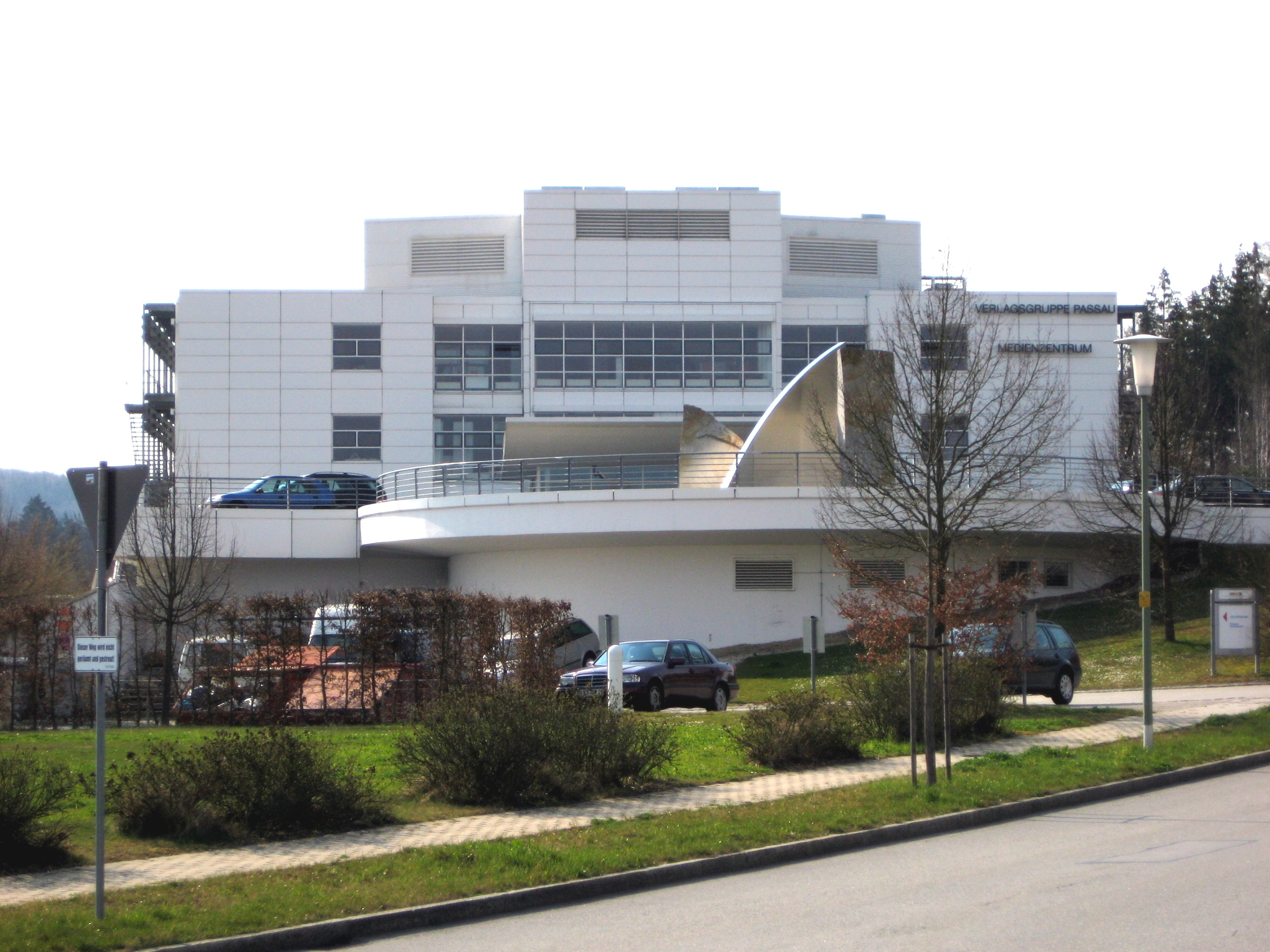
Budova Passauer Neue Presse v Pasově, Německo

Passauer Neue Presse (PNP) jsou německé regionální noviny nakladatelství Verlagsgruppe Passau GmbH (VGP) se sídlem v Pasově. Vycházejí od roku 1946. Distribuční území se nachází na území Bavorska.
Skupina vyvíjí i zahraniční aktivity v Rakousku, Polsku, Slovensku, ke skupině patří i společnost Vltava-Labe-Press, a. s., která vlastní většinu regionálního tisku v České republice. Mimo novin vydává také knihy, provozuje lokální rádia a vlastní tiskárny.